# Sanremo-Festival 2000
Die 50. Ausgabe des Festival della Canzone Italiana di Sanremo fand 2000 vom 21. bis zum 26. Februar im Teatro Ariston in Sanremo statt und wurde von Fabio Fazio mit Luciano Pavarotti, Teo Teocoli und Inés Sastre moderiert.

## Ablauf

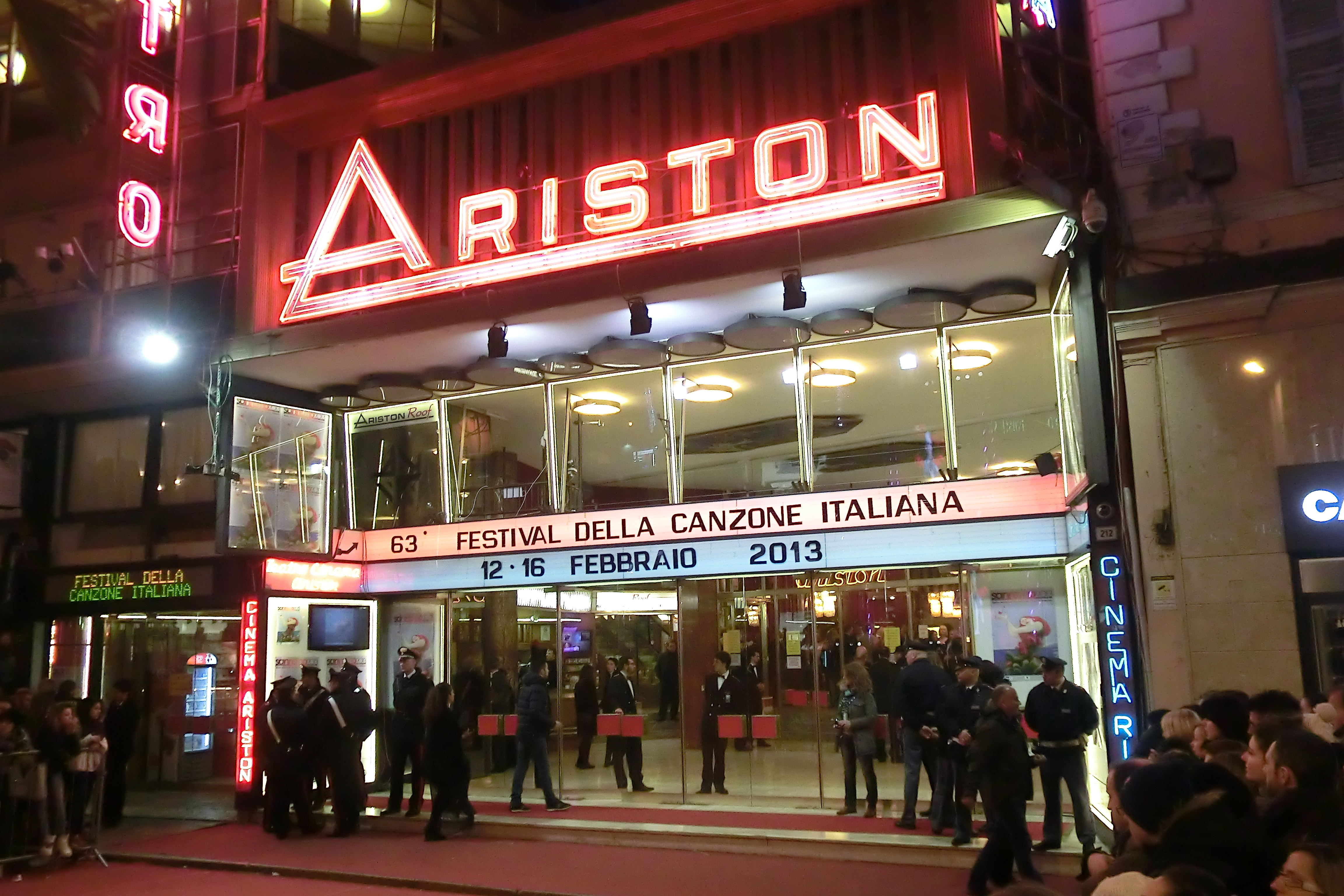
Das Ariston-Theater, Veranstaltungsort des Sanremo-Festivals

Nach dem Erfolg der Ausgabe des Vorjahres wurde Fabio Fazio ein zweites Mal mit der Moderation des Festivals betraut. Er wurde dabei von Luciano Pavarotti, Teo Teocoli und Inés Sastre unterstützt. Die künstlerische Leitung wurde in diesem Jahr an eine Kommission übertragen, die aus Sergio Bardotti, Luis Enríquez Bacalov, Sandra Bemporad, Mauro Pagani und Enrico Silvestrin bestand. Man behielt das Abstimmungssystem bei, das zu gleichen Teilen von demoskopischen Jurys und einer Expertenjury (giuria di qualità) bestimmt wurde; letztere bestand diesmal aus Mike Bongiorno, Goran Bregović, Dario Argento, Roberta Torre, Carlo Alberto Rossi, Alessio Vlad, Roberto Cotroneo, Luca De Gennaro, Paola Maugeri und Mario Pezzolla.
Die Teilnehmerzahl stieg deutlich, mit 16 Teilnehmern in der Haupt- und 18 in der Newcomer-Kategorie; Ausscheidungen waren keine vorgesehen. Altgediente Kandidaten wie Matia Bazar, Amedeo Minghi, Gianni Morandi, Marco Masini, Umberto Tozzi oder Alice wechselten sich mit neueren Stars wie Irene Grandi, Max Gazzè, Samuele Bersani, Subsonica oder Piccola Orchestra Avion Travel ab. Einziger Debütant in der Hauptkategorie war Gigi D’Alessio, in Neapel bereits ein Star, aber auf nationaler Ebene noch weitgehend unbekannt. Unter den Gästen waren Jovanotti, Oasis, Tina Turner, Aqua, Lene Marlin, Robbie Williams, Antonello Venditti, Bono und The Edge.
Im kleinen Finale am Freitag gewann Jenny B mit Semplice sai in der Newcomer-Kategorie; außerdem wurde sie (ex aequo mit Lythium und Noël) mit dem Kritikerpreis ausgezeichnet. In der Hauptkategorie ging der Kritikerpreis an Samuele Bersanis Replay. Das Finale endete mit einer Überraschung: Obwohl in der Wertung der demoskopischen Jury nur auf Platz elf, konnte Piccola Orchestra Avion Travel mit Sentimento durch die Stimmen der Expertenjury den Sieg holen, vor Irene Grandi mit La tua ragazza sempre und Gianni Morandi mit Innamorato. Jurymitglieder machten deutlich, dass sie taktisch abgestimmt und den bis dahin populärsten Beiträgen bewusst die niedrigste Bewertung gegeben hatten, um Sentimento gewinnen zu lassen.

## Teilnehmende Beiträge

### Campioni
- Sieger

| Platzierung | Interpret                       | Lied                        | Autoren                                                                                               |
| ----------- | ------------------------------- | --------------------------- | --- |
| 1           | Piccola Orchestra Avion Travel  | Sentimento                  | Fausto Mesolella, Peppe Servillo, Mimì Ciaramella, Peppe D’Argenzio, Mario Tronco, Ferruccio Spinetti |
| 2           | Irene Grandi                    | La tua ragazza sempre       | Vasco Rossi, Gaetano Curreri                                                                          |
| 3           | Gianni Morandi                  | Innamorato                  | Adelio Cogliati, Eros Ramazzotti, Claudio Guidetti                                                    |
| 4           | Max Gazzè                       | Il timido ubriaco           | Max Gazzè, Francesco Gazzè                                                                            |
| 5           | Samuele Bersani                 | Replay                      | Samuele Bersani, Beppe D’Onghia                                                                       |
| 6           | Gerardina Trovato               | Gechi e vampiri             | Gerardina Trovato, Tom Sinatra                                                                        |
| 7           | Carmen Consoli                  | In bianco e nero            | Carmen Consoli                                                                                        |
| 8           | Matia Bazar                     | Brivido caldo               | Giancarlo Golzi, Piero Cassano                                                                        |
| 9           | Alice                           | Il giorno dell’indipendenza | Juri Camisasca                                                                                        |
| 10          | Gigi D’Alessio                  | Non dirgli mai              | Vincenzo D’Agostino, Gigi D’Alessio                                                                   |
| 11          | Subsonica                       | Tutti i miei sbagli         | Massimiliano Casacci, Boosta, Samuel                                                                  |
| 12          | Ivana Spagna                    | Con il tuo nome             | Ivana Spagna, Claudio Tarantola, Giorgio Spagna                                                       |
| 13          | Mietta                          | Fare l’amore                | Mango, Pasquale Panella                                                                               |
| 14          | Mariella Nava und Amedeo Minghi | Futuro come te              | Mariella Nava, Amedeo Minghi                                                                          |
| 15          | Marco Masini                    | Raccontami di te            | Marco Masini, Giuseppe Dati                                                                           |
| 16          | Umberto Tozzi                   | Un’altra vita               | Umberto Tozzi                                                                                         |

### Nuove Proposte
- Sieger

| Platzierung | Interpret                           | Lied                   | Autoren                                                          |
| ----------- | ----------------------------------- | ---------------------- | ---------------------------------------------------------------- |
| 1           | Jenny B                             | Semplice sai           | Frank Minoia, Jenny B                                            |
| 2           | Tiromancino und Riccardo Sinigallia | Strade                 | Federico Zampaglione, Francesco Zampaglione, Riccardo Sinigallia |
| 3           | Luna                                | Cronaca                | Claudio Mattone                                                  |
| 4           | Andrea Mirò                         | La canzone del perdono | Enrico Ruggeri, Andrea Mirò                                      |
| 5           | Davide De Marinis                   | Chiedi quello che vuoi | Davide De Marinis, Cinzia Farolfi, Davide Bosio                  |
| 6           | Padre Alfonso Maria Parente         | Che giorno sarà        | Alfonso Maria Parente                                            |
| 7           | Lythium                             | Noël                   | Stefano Piro                                                     |
| 8           | Enrico Sognato                      | E io ci penso ancora   | Enrico Sognato                                                   |
| 9           | Marjorie Biondo                     | Le margherite          | Marjorie Biondo, Maurizio Fiorilla                               |
| 10          | Erredieffe                          | Ognuno per sé          | Piero Calabrese                                                  |
| 11          | Claudio Fiori                       | Fai la tua vita        | Claudio Fiori, Marco Falagiani, Giancarlo Bigazzi                |
| 12          | B.A.U.                              | Ogni ora               | Cristian Ciampoli                                                |
| 13          | Fabrizio Moro                       | Un giorno senza fine   | Fabrizio Moro                                                    |
| 14          | Joe Barbieri                        | Non ci piove           | Joe Barbieri                                                     |
| 15          | Alessio Bonomo                      | La croce               | Alessio Bonomo                                                   |
| 16          | Laura Falcinelli                    | Uomo davvero           | E. Monti, P. M. Benedetti                                        |
| 17          | Moltheni                            | Nutriente              | Umberto Maria Giardini                                           |
| 18          | Andrea Mazzacavallo                 | Nord-est               | Andrea Mazzacavallo                                              |

## Erfolge
Elf Festivalbeiträge, davon zehn aus der Hauptkategorie, erreichten im Anschluss die Top 30 der italienischen Singlecharts. Am erfolgreichsten war die Zweitplatzierte Irene Grandi mit La tua ragazza sempre.

| Jahr | Titel Interpret                           | Höchstplatzierung, Gesamtwochen, AuszeichnungChartsChartplatzierungen (Jahr, Titel, Interpret, Platzierungen, Wochen, Auszeichnungen, Anmerkungen) | Anmerkungen        |
| Jahr | Titel Interpret                           | IT | Anmerkungen        |
| ---- | ----------------------------------------- | --- | ------------------ |
| 2000 | La tua ragazza sempre Irene Grandi        | IT4 (12 Wo.)IT | Platz 2            |
| 2000 | Tutti i miei sbagli Subsonica             | IT8 (10 Wo.)IT | Platz 11           |
| 2000 | Sentimento Piccola Orchestra Avion Travel | IT9 (5 Wo.)IT | Platz 1            |
| 2000 | In bianco e nero Carmen Consoli           | IT10 (11 Wo.)IT | Platz 7            |
| 2000 | Il timido ubriaco Max Gazzè               | IT13 (8 Wo.)IT | Platz 4            |
| 2000 | Gechi e vampiri Gerardina Trovato         | IT14 (4 Wo.)IT | Platz 6            |
| 2000 | Fare l’amore Mietta                       | IT15 (8 Wo.)IT | Platz 13           |
| 2000 | Replay Samuele Bersani                    | IT18 (4 Wo.)IT | Platz 5            |
| 2000 | Brivido caldo Matia Bazar                 | IT25 (3 Wo.)IT | Platz 8            |
| 2000 | Il giorno dell’indipendenza Alice         | IT28 (1 Wo.)IT | Platz 9            |
| 2000 | Semplice sai Jenny B                      | IT30 (1 Wo.)IT | Platz 1 (Newcomer) |

## Belege
1. ↑  Eddy Anselmi: Il Festival di Sanremo: 70 anni di storie, canzoni, cantanti e serate. DeAgostini, Mailand, ISBN 978-88-511-7661-7, S. 404.
2. ↑  Eddy Anselmi: Il Festival di Sanremo: 70 anni di storie, canzoni, cantanti e serate. DeAgostini, Mailand, ISBN 978-88-511-7661-7, S. 653.
3. ↑  Guido Racca & Chartitalia: Top 100 FIMI Singoli. Lulu, 2013.